# 金斯公路車站 (IND卡爾弗線)
金斯公路車站（英語：Kings Highway station）是紐約地鐵IND卡爾弗線的一個快車地鐵站，位於布魯克林格雷夫森德金斯公路及麥當奴大道交界，設有F線（任何時候停站）列車服務。

## 車站結構
| P 月台層 | 北行                     | 無服務（P大道）                           |
| P 月台層 | 島式月台，翻新至2018年初 |                                           |
| P 月台層 | 尖峰特快                 | 往牙買加-179街（18大道）                  |
| P 月台層 | 島式月台，左側開門       |                                           |
| P 月台層 | 南行                     | 往康尼島-斯提威爾大道（U大道）            |
| M        | 夾層                     | 往出入口、車站詢問處、MetroCard自動售票機 |
| G        | 街道層                   | 出入口                                    |

此站設有兩個島式月台和三條軌道
往康尼島（南行）或曼哈頓及皇后區（北行）使用慢車軌道。中央軌道只有繁忙時段時使用。
2016年6月7日至2017年5月1日，此站南行月台關閉以便進行翻新。而曼哈頓方向月台則自2017年5月22日關閉至2018年初。

## 外部連結

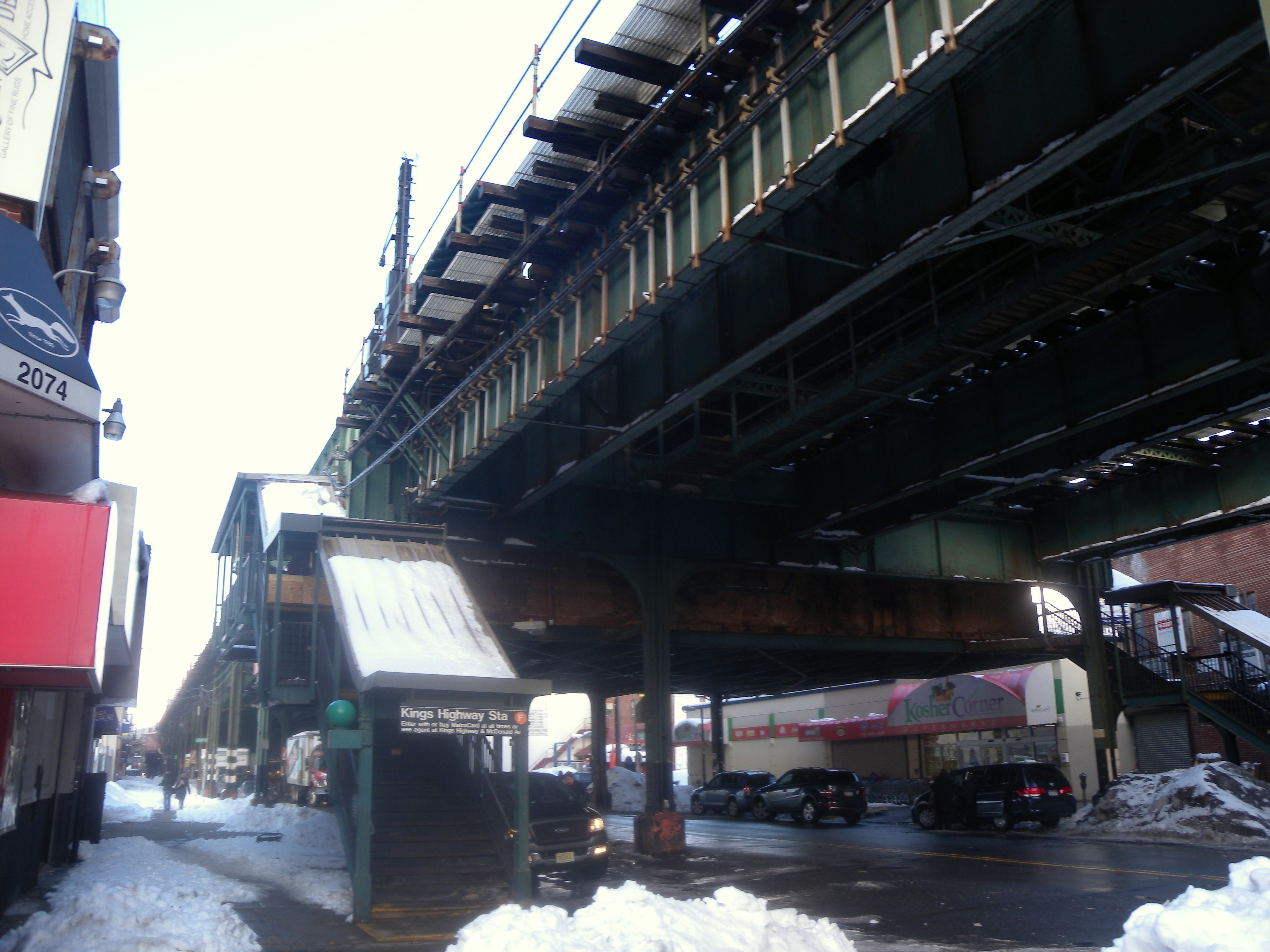
S大道西南樓梯

- nycsubway.org—BMT Culver Line: Kings Highway
- Station Reporter — F Train
- The Subway Nut — Kings Highway Pictures （页面存档备份，存于）
- Kings Highway entrance from Google Maps Street View （页面存档备份，存于）
- Avenue S entrance from Google Maps Street View （页面存档备份，存于）
- Platforms from Google Maps Street View (During 2016-2018 Renovation) （页面存档备份，存于）